# Todd Reid
Todd Reid (Sydney, 3 juni 1984 – 23 oktober 2018) was een Australisch tennisspeler.

## Carrière
De professionele carrière van Reid startte in 2002 toen hij een wildcard kreeg voor het Australian Open. Hij verloor daar van Nicolas Escudé. Het tweede proftoernooi waaraan Reid in 2002 deelnam is Nottingham, waar hij in drie sets verloor van Greg Rusedski. 2002 was een uitstekend jaar voor Reid bij de junioren, want hij bereikte de finale van het Australian Open, en op Wimbledon mocht hij zelfs pronken met de hoofdprijs. Reid sloot het jaar bij de junioren af als nummer vier van de wereld.
In 2003 kreeg Reid zowel voor Adelaide, Sydney als het Australian Open een wildcard, maar drie keer verloor hij in de eerste ronde. Ook in San José lukte het Reid niet om zijn eerste overwinning te behalen op de ATP-tour. Op het toernooi van Queens zette Reid een uitstekend resultaat neer. Hij versloeg Nicolas Mahut en Jan-Michael Gambill, maar in de derde ronde verloor hij van Sébastien Grosjean.
Het jaar 2004 begon goed voor Reid. In Adelaide verloor hij in de kwartfinale van Jarkko Nieminen, na winst tegen Wayne Ferreira en Raemon Sluiter en ook in Sydney bereikte hij de kwartfinale en dit keer won hij van Nicolás Massú en Félix Mantilla – daarna volgde een verlies tegen Wayne Ferreira.
Op het Australian Open zette Reid een uitstekend resultaat neer. Hij won tegen de Rus Vadim Kutsenko zijn eerste wedstrijd op een grandslamtoernooi en ook Sargis Sargsian ging voor de bijl maar het verhaal van Reid eindigde tegen de latere winnaar Roger Federer. In Miami haalde hij de derde ronde, na overwinningen op Flavio Saretta en Martin Verkerk, maar de wedstrijd tegen Agustín Calleri was te veel voor hem en daarna volgde even een mindere periode, maar in Queens drong Reid via de kwalificaties door tot de kwartfinale, waar hij net als in 2003 weggespeeld werd door Sébastien Grosjean. In Indianapolis boekte Reid overwinningen op Michaël Llodra en Alex Kuznetsov en in de derde ronde verloor hij van Grégory Carraz. In september maakte Reid zijn debuut bij het Australische Davis Cup-team. Hij verloor zijn eerste en enige wedstrijd.

## Overlijden
Reid werd op 23 oktober 2018 dood aangetroffen op de leeftijd van 34 jaar. Een doodsoorzaak is nooit duidelijk geworden.

## Resultaten grandslamtoernooien
| Legenda | Legenda                          |
| ------- | -------------------------------- |
| g.t.    | geen toernooi gehouden           |
| l.c.    | lagere categorie                 |
| –       | niet deelgenomen                 |
| G       | uitgeschakeld in de groepsfase   |
| 1R      | uitgeschakeld in de eerste ronde |
| 2R      | uitgeschakeld in de tweede ronde |
| 3R      | uitgeschakeld in de derde ronde  |
| 4R      | uitgeschakeld in de vierde ronde |
| KF      | uitgeschakeld in de kwartfinale  |
| HF      | uitgeschakeld in de halve finale |
| F       | de finale verloren               |
| W       | het toernooi gewonnen            |
| w-v     | winst/verlies-balans             |

### Enkelspel
| Toernooi        | 2002 | 2003 | 2004 | 2005 |
| --------------- | ---- | ---- | ---- | ---- |
| Australian Open | 1R   | 1R   | 3R   | 1R   |
| Roland Garros   | –    | –    | 1R   | –    |
| Wimbledon       | –    | –    | 1R   | –    |
| US Open         | –    | –    | –    | –    |

### Mannendubbelspel
| Toernooi        | 2003 | 2004 | 2005 | 2006 |
| --------------- | ---- | ---- | ---- | ---- |
| Australian Open | 2R   | 1R   | –    | 1R   |
| Roland Garros   | –    | –    | –    | –    |
| Wimbledon       | –    | –    | –    | –    |
| US Open         | –    | –    | –    | –    |